# Мистельбах (округ)
Мистельбах (нем. Bezirk Mistelbach) — округ в Австрии. Центр округа — город Мистельбах-ан-дер-Цайя. Округ входит в федеральную землю Нижняя Австрия. Занимает площадь 1.291,30 км². Население 72 726 чел. Плотность населения 56 человек/кв.км.
Официальный код округа AT125.

## Общины
1. Альтлихтенварт
2. Альтенмаркт
3. Аспарн-ан-дер-Цайя
4. Бернхардсталь
5. Бокфлис
6. Дразенхофен
7. Фалькенштайн
8. Фальбах
9. Фёллим
10. Гаубич
11. Гавайнсталь
12. Гнадендорф
13. Гросэнгерсдорф
14. Гросэберсдорф
15. Гросхаррас
16. Гроскрут
17. Хаусбрун
18. Хернбаумгартен
19. Хохлайтен
20. Кройталь
21. Кройцштеттен
22. Ла-ан-дер-Тайя
23. Ладендорф
24. Мистельбах-ан-дер-Цайя
25. Нойдорф-Штац
26. Нидерлайс
27. Оттенталь
28. Пилликсдорф
29. Пойсдорф
30. Эрдберг
31. Рабенсбург
32. Шраттенберг
33. Штац
34. Штронсдорф
35. Ульрикскирхен-Шлайнбах
36. Унтерстинкенбрун
37. Вильдендюрнбах
38. Вильферсдорф
39. Волькерсдорф-им-Вайнфиртель
40. Риденталь
41. Цвингендорф

## Города и общины
1. Альтлихтенварт